# A Certain Young Man
A Certain Young Man (bra: O Galante Conquistador) é um filme de comédia de 1928 dirigido por Hobart Henley. O filme é estrelado por Ramon Novarro, Marceline Day, Renée Adorée, Carmel Myers e Bert Roach.

## Status de Preservação
O filme é considerado perdido. Um trailer do filme está preservado na Biblioteca do Congresso.

## Elenco
- Ramon Novarro como Lord Gerald Brinsley
- Marceline Day como Phyllis
- Renée Adorée como Henriette
- Carmel Myers como Mrs. Crutchley
- Bert Roach como Mr. Crutchley
- Huntley Gordon como Mr. Hammond
- Ernest Wood como Hubert